# Chimaira (paleontologi)
Chimaira är inom paleontologin ett fossil som rekonstruerats med element som kommer från mer än en enda art (eller ett släkte) av ett djur. Ett klassiskt exemplar på en chimaira är Protoavis.

## Lista över paleontologiska chimairor
- Atlantosaurus
- Lametasaurus
- Palaeosaurus
- Protoavis
- ultrasaurios